# Alexandre Welter
Alexandre Welter (* 30. Juni 1953 in São Paulo) ist ein ehemaliger brasilianischer Segler.

## Erfolge
Alexandre Welter nahm an den Olympischen Spielen 1980 in Moskau in der Bootsklasse Tornado teil. Gemeinsam mit Lars Sigurd Björkström belegte er den ersten Platz vor Peter Due und Per Kjærgaard Nielsen sowie Göran Marström und Jörgen Ragnarsson. Sie wurden mit einer Gesamtpunktzahl von 21,4 Punkten Olympiasieger.